# Aphaenogaster picea
Aphaenogaster picea is een mierensoort uit de onderfamilie van de Myrmicinae. De wetenschappelijke naam van de soort werd voor het eerst geldig gepubliceerd in 1908 door William Morton Wheeler.